# Cryptoerithus nonaut
Cryptoerithus nonaut är en spindelart som beskrevs av Norman I. Platnick och Baehr 2006. Cryptoerithus nonaut ingår i släktet Cryptoerithus och familjen Prodidomidae. Inga underarter finns listade i Catalogue of Life.